# Poimenesperus voluptuosus
Poimenesperus voluptuosus là một loài bọ cánh cứng trong họ Cerambycidae.